# Halocarpus bidwillii

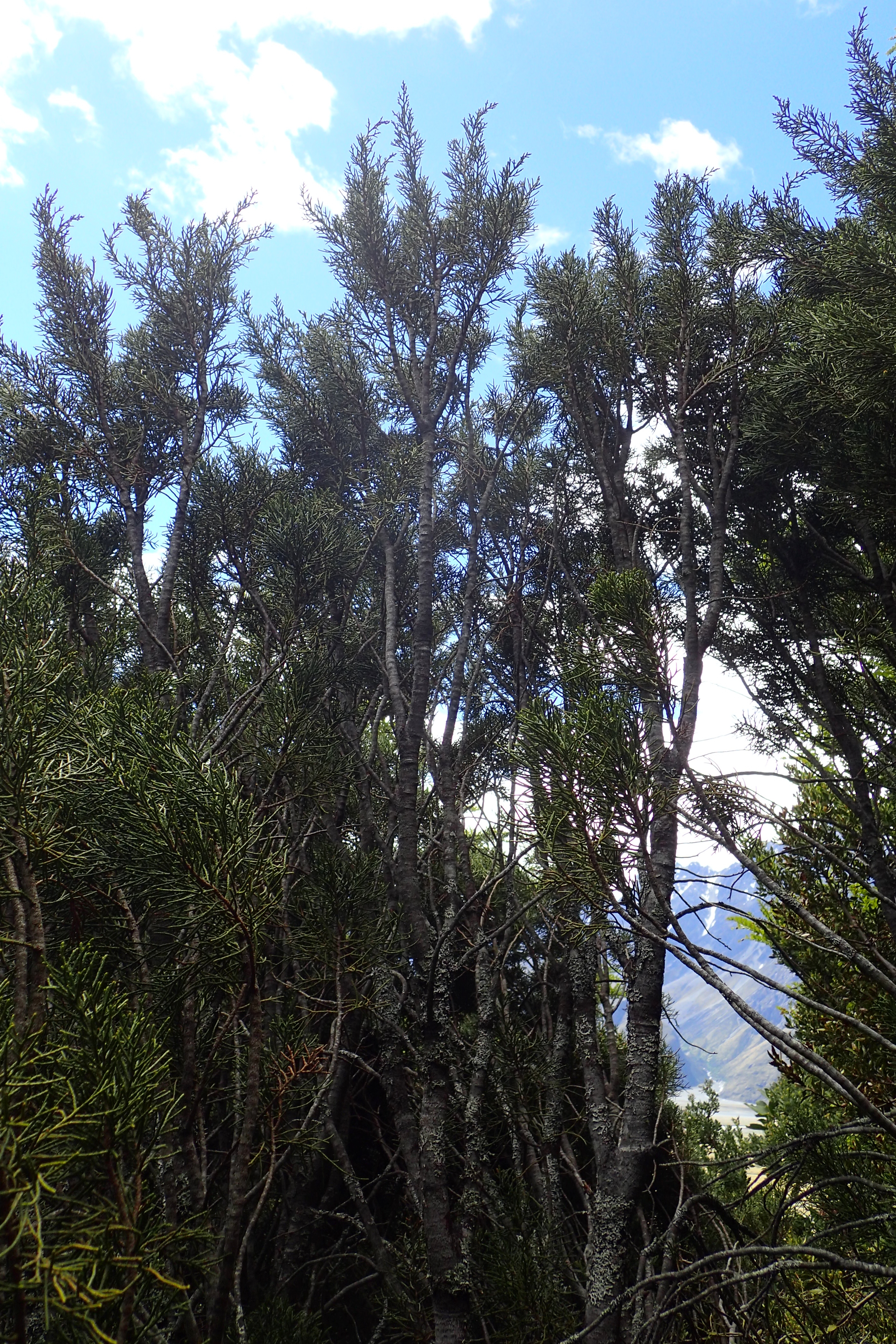
Vícekmenná forma

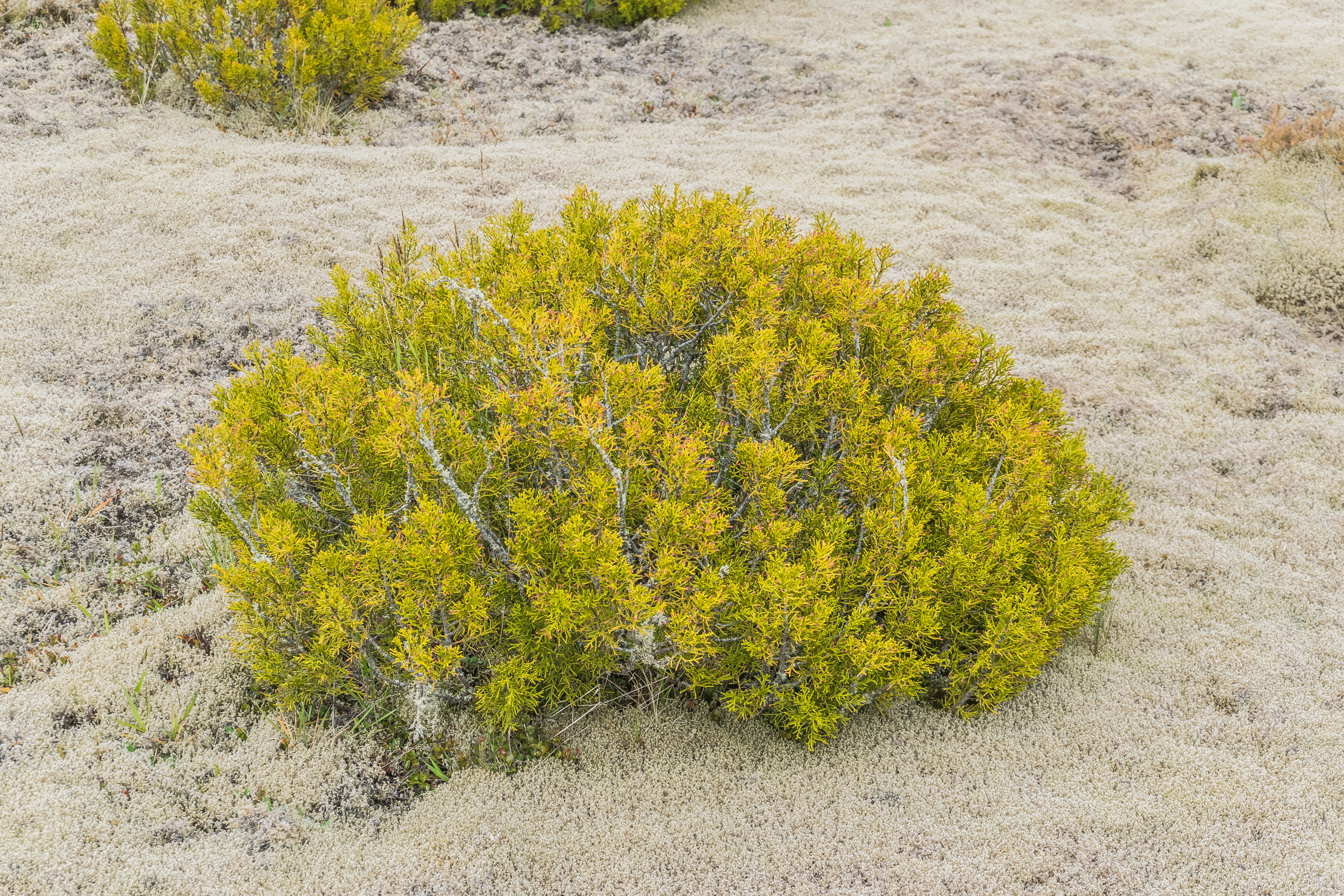
Keřovitá forma

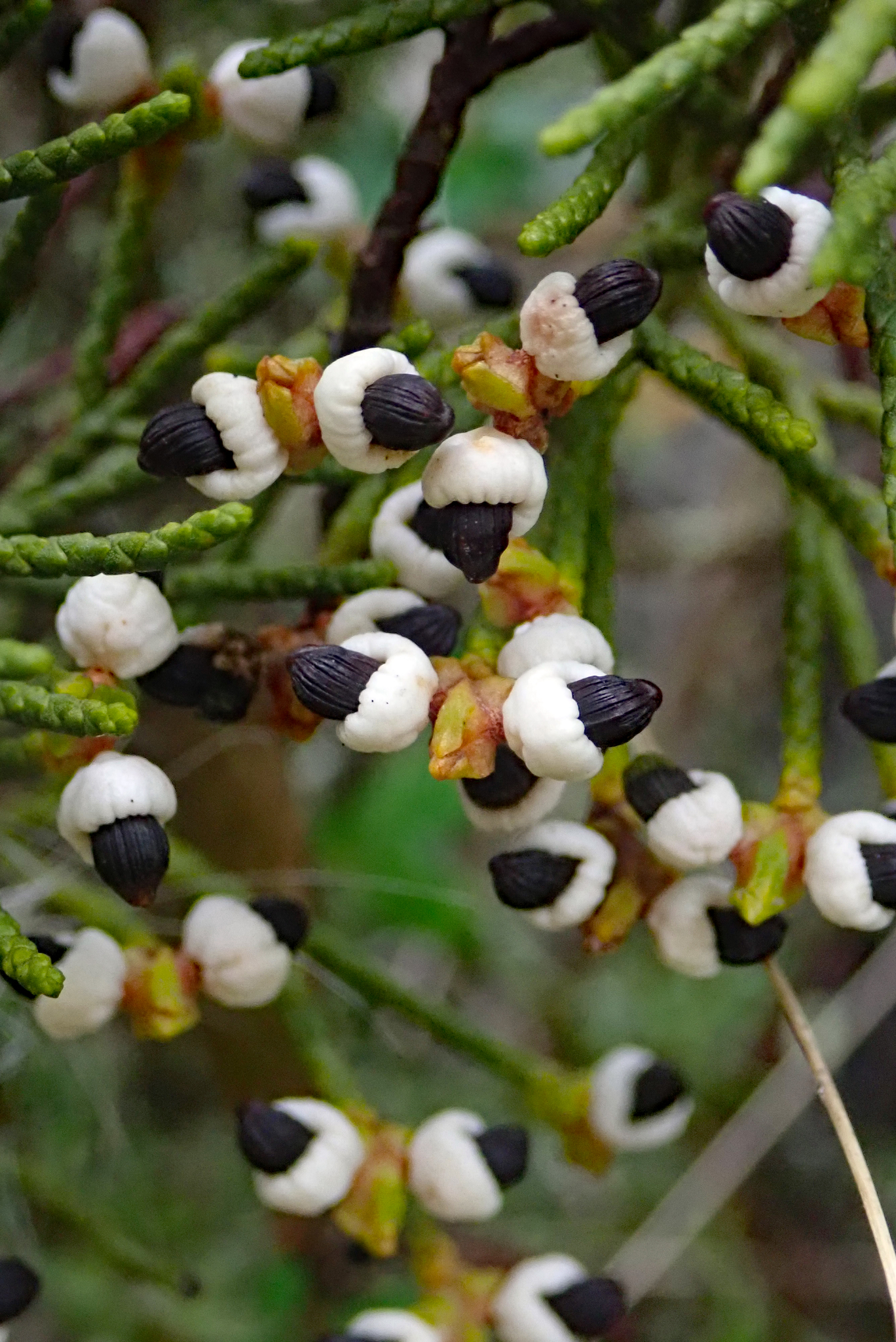
Plody

Halocarpus bidwillii je stálezelený poléhavý nebo vzpřímený, dvoudomý keř (řídce i nevysoký strom) s drobnými, přitlačenými listy. Tato konifera je na Novém Zélandu původním druhem a společně s dalšími dvěma podobnými, Halocarpus biformis a Halocarpus kirkii, jsou novozélandskými endemity.
Dřevina se vyskytuje pouze na Novém Zélandu, na Severním, Jižním i Stewartově ostrově. Často vyrůstá na Jižním, nerovnoměrně na Severním ostrově. Byla také vysazena a roste v Botanické zahradě v Praze v Tróji.

## Taxonomie
Druh byl pro Evropany v roce 1877 objeven botanikem T. Kirkem, který je pojmenoval Dacrydium bidwillii, později byl pod stejným jménem popsán J. Hookerem. Teprve v roce 1982, na základě morfologie (orientace vajíček), jej C. J. Quinn navrhl přesunout do nového rodu Halocarpus a druh tak získal současný vědecký název Halocarpus bidwillii.
Druhové jméno bidwillii dostal po botanikovi John Carne Bidwillovi z prvé poloviny 19. století, který dokumentoval floru rostoucí na Novém Zélandu i v Austrálii a stal se prvním ředitelem botanické zahrady v Sydney.

## Ekologie
Lidové názvy „borovice bažinná“ nebo „borovice horská“ naznačují, kde dřevina obvykle vyrůstá. Upřednostňuje širokou škálu stanovišť, což mohou být jak rašeliniště, tak i horské svahy s kamenitou půdu. Protože má ráda vlhkost vyskytuje se převážně na výše položených územích, kde zpravidla více prší a propustná půda bývá trvale vlhká, ale ne zamokřená. Dává přednost horským stanovištím, ale od 39° jižní zeměpisné šířky, jak se směrem na jih zvyšuje hodnota zeměpisné šířky, tak klesá průměrná hodnota nadmořské výšky ve které roste. Na Severním ostrově se vyskytuje až v 1500 m n. m., na Stewartově ostrově téměř na úrovní mořské hladiny. Na jejím stanovišti bývá průměrná roční teplota +8,5 °C a spad srážek okolo 2500 mm, nevadí jí mrazivé polohy a snáší pokles teploty až k −7 °C, rychlost růstu odvisí od kvality půdy. Předpokládá se dlouhověkost, doklady však neexistují.
Dřevina má poměrně hrubou kůru a díky ní i přes vysoký obsah pryskyřice dobře odolává ohni a má navíc schopnost rychle se zotavit z poškození požárem. Samčí šištice produkují pyl a jsou schopné opylovat samičí v říjnu až prosinci a jejich plody dozrávají v únoru až červnu. Dlouhý časový interval je udáván s ohledem na rozdílné umístění stanovišť. Semena jsou zcela zralá a schopná klíčení až dalším rokem. Ploidie druhu je 2n = 18.
Celkový populační trend druhu Halocarpus bidwillii je stabilní a IUCN je považován za málo dotčený taxon (LC).

## Popis
Dvoudomý, do široka rostoucí keř či nízký strom s rozložitou a zaoblenou korunou vysoký do 4 m. Kmen stromu, který je často vícenásobný, bývá krátký a mívá průměr do 30 cm. Do formy stromu roste obvykle na úrodnějších půdách. Kůra bývá u starších jedinců porostlá lišejníkem, na svrchní straně je šedá, na spodní červená až červenohnědá a odlupuje se v tlustých šupinkách.
Mladé větvičky, hrubé do 2 mm, jsou zpočátku čtyřhranné a později jejich hrany mizí. Listy jsou tuhé, kožovité, podlouhlé, bronzově zelené až žlutě zelené, ke konci jsou zúžené a vrchol mají tupý nebo zašpičatělý. Jsou dvoutvaré, u mladých jedinců jsou dlouhé 5 až 10 mm, široké do 1,5 mm a odstávají dokola větévek jak u borovice. U dospělců jsou šupinovité, krátké, jen 1 až 2 mm dlouhé a jsou k větévkám střechovitě přitisklé.
Samčí šištice rostou jednotlivě přisedle na koncích větviček, bývají velké 3 až 5 mm, z počátku jsou načervenalé a s dozráváním obsaženého pylu hnědnou, objevují se již od tří let věku dřeviny. Samičí šištice vyrůstají přisedle téměř na koncích větviček, rostou osamoceně nebo ve dvojicích z několika prodloužených listovitých listenů. Jsou složené z podlouhlých šupin, z nichž jedna až dvě horní jsou sterilní a jedna až pět spodních jsou plodné s vajíčky. K opylení vajíček v samičích šišticích dochází větrem, který přináší pyl ze samčích rostlin.
Na bázi plodné šupiny (plodolistu), která je zpočátku zelená a později hnědne až černá, se vytváří epimatium (aril) které nabobtná a vytváří kolem jediného semene masivní bílý límec, který je jedlý. Ve zralosti to vypadá, že tmavé semeno sedí ve voskovitě bílé misce. Semeno je tmavě hnědé, černohnědé až tmavě fialové, vejčitého tvaru, podélně rýhované a včetně epimatia velké 3 až 5 mm. Produkce semen je v závislosti na nepravidelném opylování vajíček za pomoci větru nerovnoměrná.

## Rozmnožování
U keře jsou spodní větve široce rozvětvené, při styku s vlhkým podkladem někdy koření a vzniká tak okolo původního keře kruh, až malý lesík, jeho klonů. Když rodičovská dřevina odumře, její potomci rostou dál. Uměle lze vybrané rostliny množit řízkováním, kdy se řízky z mladých části vybraných jedinců vysazují do vlhké a teplé půdy. Přirozeným způsobem se rostliny šíří roznášením semen ptáky, kteří požírají epimatia se semeny a ta projdou neporušená jejich žaludky.

## Význam
Halocarpus bidwillii není pro svůj malý vzrůst průmyslově využíván. Dřevo je tvrdé a houževnaté, žlutě hnědé barvy, rovné, drobně zrnité a sladce vonné. Je považováno za nejodolnější ze všech původních novozélandských stromů. Pro svou malou velikost v současnosti slouží hlavně pro soustružnické práce. Prvními osadníky bylo používáno na plotové sloupky, železniční pražce a zařízení domů. Dnes se využívá jako palivové dříví a řídce jako okrasná dřevina do zahrad a parku, může se řezáním tvarovat. Semena jsou důležitou součásti potravy různých ptáků, jako příklad jsou uváděni papoušci z čeledi kakapovitých.
Dřevo obsahuje ze sucha asi 6 až 8 % hmotnosti bicyklické diterpenové hořčiny manoolu, což je více než u kterékoliv jiné rostliny. Manool lze převést na ambreinolid, složku ambry, velmi důležitou látku při výrobě parfémů. Bylo provedeno několik pokusů s produkci manoolu z této dřeviny a odhaduje se, že na západním pobřeží Nového Zélandu je dost materiálu na roční výrobu 20 tun po dobu 25 let.